# Narteks
Izraz narteks v cerkveni arhitekturi pomeni preddverje ali vhodno lopo pri cerkvah starejšega tipa. Običajno pomeni narteks tisti del cerkve, ki je tik ob vhodu. To je hkrati tudi del cerkve, ki je najbolj oddaljen od glavnega oltarja. Izraz izvira iz starogrške besede starogrško νάρθηξ [nartheks] = skrinjica, omarica. 
V prvih stoletjih je veljalo, da nekrščeni nimajo vstopa v cerkveni prostor, saj človek šele s krstom postane del krščanske skupnosti. Takrat se je narteks štel za del cerkvene stavbe, vendar pa ne za del posvečenega cerkvenega prostora. Osebe, ki niso imele vstopa v posvečen cerkveni prostor (zlasti katehumeni, v nekaterih primerih pa tudi spokorniki), so lahko spremljale bogoslužje iz narteksa. V narteksu se po navadi nahaja tudi krstilnik. Tukaj so katehumani (ko so bili primerno pripravljeni) prejeli zakrament krsta, potem pa so lahko vstopili v glavno cerkveno ladjo. 
V novejšem času lahko v cerkveni prostor vstopi kdorkoli in tudi zakrament krsta se po navadi podeljuje v bližini glavnega oltarja, tako da je narteks izgubil svojo prvotno funkcijo.
V nekaterih cerkvah ločimo zunanji narteks (vhodna lopa pred cerkvijo) in notranji narteks (vhodni del v cerkvenem poslopju).